# Vera Bourgeois
Vera Bourgeois (* 5. Juli 1961 in Dillingen/Saar) ist eine deutsche Künstlerin.
Die Künstlerin widmet sich in ihren Arbeiten der Kunstfotografie, der Aktionskunst und verstärkt der zeitgenössischen Wandmalerei. Im Laufe der Zeit lehrte sie als Dozentin unter anderem an der Goethe-Universität in Frankfurt am Main und an der Hochschule für bildende Kunst in Braunschweig.

## Biographie
Frühe Jahre
Vera Bourgeois wuchs in Dillingen/Saar auf. Sie besuchte das Dillinger Gymnasium, an dem sie später die allgemeine Hochschulreife erhielt.
1981 bis 1986
- Studium der Kunsterziehung und Soziologie in Gießen und Frankfurt am Main.[1]

- Studium der Bildenden Kunst an den Hochschulen in Berlin und Hamburg[1]

1986 bis 1992
Seit dem Jahr 1986 fällt sie durch Objekte, Installationen und Performances in der Öffentlichkeit (Beispiele: Berlin, Frankfurt am Main, Gießen, Hamburg, Marburg, Rüsselsheim, Basel, Rotterdam, Moskau) auf. Vera Bourgeois folgt schon damals ihren Grundsätzen, stets unabhängig und frei in ihrem künstlerischen Schaffen aufzutreten.
1992 bis 1995
Erstmals wendete sich die Künstlerin der Wandmalerei zu. Mit ihrer Künstlergruppe „Wendemaler“ machte Vera Bourgeois zu dieser Zeit auf sich aufmerksam. Verschiedene Facetten der zeitgenössischen Wandmalerei verwendet sie, um ihren künstlerischen Arbeiten Ausdruck zu verleihen.
1996 bis 2000
Die Künstlerin beschäftigt sich in diesem Zeitraum mit verschiedenen künstlerischen Einzelprojekten. Sie wirkte unter anderem in Berlin an einer Video und interaktiver Installation mit (1996), zwei Jahre später leistete sie einen signifikanten Betrag zu einer Ausstellung Frankfurter Künstler (1998). Im Jahre 2000 war Vera Bourgeois zu Gast bei der HIFA (Harare International Festival of the Arts in Harare/Zimbabwe).
seit 2001
Ab dem Jahr 2001 widmet die Künstlerin ihre Aufmerksamkeit verschiedenen Lehrtätigkeiten
- 2001–2007 Professur an der Hochschule für Bildende Künste Braunschweig
- 2009 Gastprofessur an der Akademie der Bildenden Künste Stuttgart

- 2009 Gastprofessuren an der Goethe-Universität/Frankfurt am Main und der Hochschule für Gestaltung/Basel und der Hochschule für Bildende Künste Saar (zahlreiche Vorträge)

- seit 2010 Lehrkraft an der gymnasialen Oberstufe der Heinrich Böll Schule in Hattersheim

## Arbeiten und Werke
Wie viele Künstler griff Vera Bourgeois die Terroranschläge am 11. September 2001 auf und versuchte diese Ereignisse durch ihr künstlerisches Schaffen zu verarbeiten. Sie spannte große Laken über die Straßen der Stadt (New York City), vollgeschrieben mit persönlichen Mitteilungen, Wünschen und Träumen der Menschen dieser Welt.
Mit ihrem Werk „My Own House“ (Hannover 2002) führte Vera Bourgeois eine detaillierte Konstruktionszeichnung einer ursprünglichen Behausung durch. Hierbei fokussierte sich die Künstlerin auf die Grundbedürfnisse eines jeden Menschen, weg von der materialistisch geprägten Ideologie unserer Gesellschaft.
In einem ihrer bekanntesten Fotoprojekte beschäftigt sie sich mit der Thematik des Schlafes und der Ruhe („Billies Schlaf“, 2005). Hierbei setzt sie ein schlafendes Kind bei Nacht in Szene.
Des Weiteren ist sie durch ihr Engagement in Afrika künstlerisch in Erscheinung getreten. In zwei Projekten („Afrika“, 2002–2005 und „African Portraits“, 2007) dokumentiert sie die Lebensbedingungen der Bevölkerung vor Ort.

## Ausstellungen (Auswahl)
- 1992: „Soil and mineral“, Installationen, Galerie A3 Moskau
- 1993: „Leere Räume“, Wandmalerei, Tyrochprudnigalerie Moskau
- 1993: „Innen wie Außen – Ein Denkmal für Käthe Kollwitz und Ernst Barlach“
- 1996: Konservierung (IV), Video und Installation, Kampnagel K3/Hamburg
- 1997: „Balanced Sofa“, Installation auf Einladung von Mike Hentz/Macroland Semperdepot/Wien
- 1998: Vaterbilder, Videoinstallation, Kaskadenkondensator/Basel
- 1999: Home/Summit meeting „Quick change“, Zusammenarbeit mit Diane Torr/New York, Migros Museum/Zürich
- 2000: HIFA Harare International Festival of the Arts, Ausstellung in der National Gallery Harare/Zimbabwe
- 2001: Begging, Videoinstallation, Städtische Galerie Wolfsburg
- 2002: Gastatelier Frankfurt, zu Gast Kate Davis (London)
- 2004: Performancefestival Cochabamba/Bolivien
- 2016: „Innere Aspekte der Natur“, Installation, Kunstatelier Rödelheim, Frankfurt[6]
- 2017: Vulnerabilia, Interaktive Initiierung, KloHäuschen, München[7]

## Auszeichnungen
1. Preis bei „Grenzgänge – Bildende Künstler arbeiten szenisch“ (in München 1995)

## Publikationen
- Meisterinnen /Art Mistresses: Zwischen Lehre und eigenem Werk /Between Classroom and Studio  ISBN 978-3-89770-286-8
- 2001–2007: Klassebourgeois ISBN 978-3-86678-102-3
- Verorten: Künstlerische Interventionen in der Hildesheimer Innenstadt ISBN 978-3-88895-041-4
- Über Tage: Künstlerische Interventionen auf der stillgelegten Grube Götterborn 7-14. Juli 2002 ISBN 978-3-9807878-2-6